# Ґутово (Торунський повіт)
Ґутово (пол. Gutowo) — село в Польщі, у гміні Злавесь-Велика Торунського повіту Куявсько-Поморського воєводства.
Населення — 273 особи (2011).
У 1975-1998 роках село належало до Торунського воєводства.

## Демографія
Демографічна структура станом на 31 березня 2011 року:
|          | Загалом | Допрацездатний вік | Працездатний вік | Постпрацездатний вік |
| -------- | ------- | ------------------ | ---------------- | -------------------- |
| Чоловіки | 141     | 45                 | 88               | 8                    |
| Жінки    | 132     | 45                 | 69               | 18                   |
| Разом    | 273     | 90                 | 157              | 26                   |